# 詹姆斯·克劳福德
詹姆斯·克劳福德（英語：James Crawford，1997年5月3日—），加拿大男子高山滑雪运动员。他曾代表加拿大参加2018年和2022年冬季奥林匹克运动会高山滑雪比赛，获得一枚铜牌。